# Horacio Casini
Pour les articles homonymes, voir Casini.
Horacio German Casini, né en 1970 à San Nicolas près de Buenos Aires, est un physicien argentin.

## Biographie
Il est chercheur pour le CONICET (Consejo Nacional de Investigaciones Científicas y Técnicas) et chercheur à l'Instituto Balseiro de l'université nationale de Cuyo à Mendoza. Il fait partie du centre de recherche nucléaire de Bariloche au Nord de la Patagonie. Casini est là depuis ses études dans les années 1980.
Il est connu pour ses travaux sur l'intrication quantique, où il a réussi une nouvelle interprétation de la limite de Bekenstein en utilisant l'intrication quantique et une entropie qui en dérive. Il est également utile pour l'examen des particules individuelles contenues dans un volume. Il a également montré que les barrières entropie de la limite de Bekenstein sont une propriété générale des théories quantiques des champs théories du champ quantique et pas seulement de ceux couplés à la gravité. Dans beaucoup de ses œuvres, il a collaboré avec Marina Huerta (de), qui travaille également à l'Instituto Basileiro.
En 2015, il a reçu le prix Nouveaux Horizons en Physique avec Marina Huerta. En 2014, les deux étaient à l'Institute for Advanced Study (Casini également en 2012). Ils ont également fréquenté l'Institut Périmètre de physique théorique à Waterloo en Ontario (par Robert C. Myers (de)).
Il est marié à Marina Huerta. Ils ont plusieurs enfants.

## Publications
- avec Marina Huerta: On the RG running of the entanglement entropy of a circle. In: Physical Review D. Tome 85, 2012, p. 125016
- avec Marina Huerta, Robert C. Myers: Towards a derivation of holographic entanglement entropy. In: Journal of High Energy Physics (JHEP). 1105 (2011) 036
- avec Marina Huerta: Entanglement entropy in free quantum field theory. In: Journal of Physics A. Tome 42, 2009, p. 504007
- avec Marina Huerta: A Finite entanglement entropy and the c-Theorem. In: Physics Letters B. Tome 600, 2004, p. 142-150